# Juhani Peltonen
Voitto Matti Juhani Peltonen (* 16. Juni 1936 in Valkeakoski, Finnland) ist ein ehemaliger finnischer Fußballspieler. Der Offensivspieler hat von 1954 bis 1972 in der Veikkausliiga 311 Pflichtspiele absolviert und dabei 108 Tore erzielt. In 68 Länderspielen für Finnland war er 11-facher Torschütze. Mit seinem Verein Haka Valkeakoski hat der Angreifer in den Jahren 1960 und 1962 die Meisterschaft und 1955, 1959, 1960, 1963 und 1969 den Pokal gewonnen. In zwei Jahren beim Hamburger SV, 1964 bis 1966, kamen in der Fußball-Bundesliga 38 Ligaspiele mit sechs Toren hinzu.

## Laufbahn
Der Stürmer begann seine Karriere 1954 beim größten Klub seiner Heimatstadt, Haka Valkeakoski. Dort spielte er bis 1964 und später noch einmal von 1967 bis 1972. Als er mit Haka in der Saison 1960 das Double schaffte, hatte er in der Liga in 22 Spielen 13 Tore erzielt. Die Lieblingsposition des mehrfachen Fußballer des Jahres in Finnland war die des linken Flügelstürmers. Für seinen Heimatverein lief „Jussi“ Peltonen insgesamt 311 Mal auf und schoss 108 Tore, damit hatte er einen sehr großen Anteil daran, dass die Sechzigerjahre für seinen Klub die erfolgreichste Zeit der Vereinsgeschichte wurden.
Auch in der Nationalmannschaft war Juhani Peltonen aktiv, nämlich von 1955 bis 1970; in dieser Zeit wurde er 68 Mal eingesetzt und erzielte dabei 11 Tore. Darunter war auch das Abschiedsspiel von Bundestrainer Sepp Herberger am 7. Juni 1964 in Helsinki gegen die deutsche Fußballnationalmannschaft. Bei der 1:4-Niederlage gegen die DFB-Elf erzielte er als Linksaußen in der 24. Minute den zwischenzeitlichen 1:1-Ausgleich. Bei einem Konter überspielte er den rechten Verteidiger Friedel Lutz und schoss aus 18 m Entfernung unhaltbar für Torhüter Hans Tilkowski das 1:1 für Finnland. Er wird im Spielbericht als bester Spieler des Gastgebers aufgeführt.
In den zwei dazwischen liegenden Saisons spielte er beim Hamburger SV und war damit der erste Finne, der in der Bundesliga sein Brot verdiente. Ins „Tor zur Welt“ fanden zur zweiten Bundesligasaison 1964/65 mit Andreas Máte und Juhani Peltonen erstmals zwei ausländische Spieler. Máte von den New York Hungarians, war dem HSV bei seiner USA-Tour vom 17. bis 27. Mai 1964 aufgefallen und Peltonen könnte beim Länderspiel am 7. Juni nachdrücklich auf sich aufmerksam gemacht haben. In der Bundesliga debütierte der finnische Nationalstürmer am 8. Rundenspieltag, den 17. Oktober 1964, bei einem 2:2-Auswärtsremis gegen den Karlsruher SC. Er spielte aber auf Rechtsaußen, den Innensturm bildeten Bernd Dörfel, Uwe Seeler und Peter Wulf und am linken Flügel stürmte wie gewohnt, Gert Dörfel. Laut dem „Einwurf“ von Skrentny hatte sich Peltonen nie in Hamburg wohlgefühlt. Er war innerhalb der Mannschaft isoliert gewesen und verstand die deutsche Sprache nicht. Ferner ist bei Skrentny noch nachzulesen, „dass der Finne kein Schlechter gewesen sein kann“. „Dieser Mann ist Weltklasse“, hatte zum Beispiel Gegenspieler „Hoppy“ Kurrat von Borussia Dortmund geäußert. Das Abendecho nach einem 2:0 über Meiderich: „Unauffällig, jedoch überaus konstruktiv. Seine Vorlagen, seine Spurts und seine gute Kondition waren wirklich sehenswert.“
Beim HSV war er nicht sonderlich erfolgreich und erzielte in 38 Spielen lediglich 6 Tore (9 Torvorlagen). Sein letztes Bundesligaspiel absolvierte Peltonen am 28. Mai 1966 bei einem 1:1 bei München 1860; er stürmte beim Spiel gegen den neuen deutschen Meister auf Rechtsaußen. Er reiste mit dem HSV noch zu Freundschaftsspielen nach Finnland und kündigte seinen Vertrag zum 7. Juni 1966. Er kehrte wieder heim nach Valkeakoski.

## Erfolge
- Finnischer Meister: 1960, 1962
- Finnischer Pokalsieger: 1955, 1959, 1960, 1963, 1969
- Finnischer Spieler des Jahres (gewählt durch Sportjournalisten): 1960, 1962, 1964 und 1965
- Finnischer Spieler des Jahres (gewählt durch den Verband): 1960, 1962, 1964